# Lovran
Lovran est un village et une municipalité située en Istrie, dans le comitat de Primorje-Gorski Kotar, en Croatie. Au recensement de 2001, la municipalité comptait 3 987 habitants, dont 85,40 % de Croates et le village seul comptait 3 241 habitants.

## Localités
La municipalité de Lovran compte 5 localités :
- Liganj
- Lovran
- Lovranska Draga
- Medveja
- Tuliševica